# أونا ماي كارليسلي
أونا ماي كارليسلي (بالإنجليزية: Una Mae Carlisle)‏ هي عازفة بيانو وعازفة الجاز وكاتبة غنائية ومغنية أمريكية، ولدت في 26 ديسمبر 1915 في أوهايو في الولايات المتحدة، وتوفيت في 12 ديسمبر 1956 في نيويورك في الولايات المتحدة بسبب ذات الرئة.

## وصلات خارجية
- أونا ماي كارليسلي على موقع IMDb (الإنجليزية)
- أونا ماي كارليسلي على موقع روتن توميتوز (الإنجليزية)
- أونا ماي كارليسلي على موقع ميوزك برينز (الإنجليزية)
- أونا ماي كارليسلي على موقع قاعدة بيانات برودواي على الإنترنت (الإنجليزية)
- أونا ماي كارليسلي على موقع أول ميوزيك (الإنجليزية)
- أونا ماي كارليسلي على موقع ديسكوغز (الإنجليزية)